# Carrollwood (CDP, Floride)
Carrollwood est une census-designated place du comté de Hillsborough, dans l'État de Floride, aux États-Unis,. En 2020, elle compte une population de 34 352 habitants.